# Zemský okres Olpe
Zemský okres Olpe (německy Kreis Olpe) je zemský okres v německé spolkové zemi Severní Porýní-Vestfálsko, ve vládním obvodu Arnsberg. Sídlem správy zemského okresu je město Olpe. Má přibližně 135 tisíc obyvatel. 

## Města a obce
| Města: 1. Attendorn 2. Drolshagen 3. Lennestadt 4. Olpe | Obce: 1. Finnentrop 2. Kirchhundem 3. Wenden |